# Krokella fera
Krokella fera är en stekelart som beskrevs av Huber 1993. Krokella fera ingår i släktet Krokella och familjen dvärgsteklar.
Artens utbredningsområde är:
- Belize.
- Costa Rica.
- Venezuela.

Inga underarter finns listade i Catalogue of Life.